# 1. deild 1983 (Islanda)
La 1. deild 1983 fu la 72ª edizione della massima serie del campionato di calcio islandese disputata tra il 18 maggio e il 11 settembre 1983 e conclusa con la vittoria del ÍA, al suo undicesimo titolo.
Capocannoniere del torneo fu Ingi Björn Albertsson (Valur) con 14 reti.

## Formula
Come nella stagione precedente le squadre partecipanti furono dieci e si incontrarono in un turno di andata e ritorno per un totale di diciotto partite.
Le ultime due classificate retrocedettero in 2. deild karla.
Le squadre qualificate alle coppe europee furono tre: i campioni alla Coppa dei Campioni 1984-1985, la seconda alla Coppa UEFA 1984-1985 e i vincitori della coppa nazionale alla Coppa delle Coppe 1984-1985.

## Squadre partecipanti
| Club       | Città          | Stadio | Posizione 1982     |
| ---------- | -------------- | ------ | ------------------ |
| Þróttur    | Reykjavík      |        | 2. deild           |
| Keflavík   | Keflavík       |        | 8°                 |
| Valur      | Reykjavík      |        | 5°                 |
| KR         | Reykjavík      |        | 3°                 |
| Breiðablik | Kópavogur      |        | 7°                 |
| Þór        | Akureyri       |        | 2. deild           |
| ÍA         | Akranes        |        | 4°                 |
| Víkingur   | Reykjavík      |        | Campione d'Islanda |
| ÍBV        | Vestmannaeyjar |        | 2°                 |
| ÍBÍ        | Ísafjörður     |        | 6°                 |

## Classifica finale
|                    | Pos. | Squadra    | Pt | G  | V  | N  | P | GF | GS | DR  |
| ------------------ | ---- | ---------- | -- | -- | -- | -- | - | -- | -- | --- |
| Islanda (bandiera) | 1.   | ÍA         | 24 | 18 | 10 | 4  | 4 | 29 | 11 | +18 |
|                    | 2.   | KR         | 20 | 18 | 5  | 10 | 3 | 18 | 19 | -1  |
|                    | 3.   | Breiðablik | 19 | 18 | 6  | 7  | 5 | 23 | 20 | +3  |
|                    | 4.   | Þór        | 18 | 18 | 5  | 8  | 5 | 21 | 19 | +2  |
|                    | 5.   | Valur      | 18 | 18 | 7  | 4  | 7 | 29 | 31 | -2  |
|                    | 6.   | Þróttur    | 18 | 18 | 6  | 6  | 6 | 24 | 31 | -7  |
|                    | 7.   | Víkingur   | 17 | 18 | 4  | 9  | 5 | 20 | 20 | +0  |
|                    | 8.   | Keflavík   | 17 | 18 | 8  | 1  | 9 | 24 | 27 | -3  |
|                    | 9.   | ÍBV        | 16 | 18 | 5  | 6  | 7 | 27 | 25 | +2  |
|                    | 10.  | ÍBÍ        | 13 | 18 | 2  | 9  | 7 | 16 | 28 | -12 |

Legenda:
      Campione d'Islanda e ammesso alla Coppa dei Campioni
      Ammesso alla Coppa delle Coppe
      Ammesso alla Coppa UEFA
      Retrocesso in 2. deild karla
Note:
Due punti a vittoria, uno a pareggio, zero a sconfitta.

### Verdetti
- ÍA Campione d'Islanda 1983 e qualificato alla Coppa dei Campioni.
- KR qualificato alla Coppa UEFA.
- ÍBV qualificato alla Coppa delle Coppe.
- ÍBV e ÍBÍ retrocesse in 2. deild karla.